# Pontia daplidice
Pontia daplidice е вид пеперуда от семейство Белянки (Pieridae). Видът не е застрашен от изчезване.

## Разпространение и местообитание
Разпространен е в Азербайджан, Албания, Алжир, Афганистан, Бахрейн, Босна и Херцеговина, Бутан, Гърция, Египет, Йемен, Израел, Индия, Йордания, Ирак, Иран, Испания (Балеарски острови, Канарски острови и Северно Африкански територии на Испания), Италия, Казахстан, Катар, Кипър, Киргизстан, Китай, Кувейт, Либия, Ливан, Малта, Мароко, Монголия, Обединени арабски емирства, Оман, Пакистан, Палестина, Северна Македония, Саудитска Арабия, Сирия, Сърбия (Косово), Таджикистан, Тунис, Туркменистан, Турция, Узбекистан, Франция, Хърватия и Черна гора. Временно е пребиваващ във Великобритания, Германия и Португалия (Мадейра).
Обитава пустинни области, планини, възвишения, склонове и поляни.

## Описание
Популацията на вида е стабилна.